# 内燃機関組立て技能士
内燃機関組立て技能士（ないねんきかんくみたてぎのうし）とは、国家資格である技能検定制度の一種で、都道府県知事（問題作成等は中央職業能力開発協会、試験の実施等は都道府県職業能力開発協会）が実施する、内燃機関組立てに関する学科及び実技試験に合格した者をいう。
なお職業能力開発促進法により、内燃機関組立て技能士資格を持っていないものが内燃機関組立て技能士と称することは禁じられている。
1級合格者は職業訓練指導員 (自動車製造科)と職業訓練指導員 (内燃機関科)の実技試験と学科試験の関連学科が免除され、2級合格者は実技試験が免除される。

## 区分
内燃機関組立ての中で量産形内燃機関組立て作業、非量産形内燃機関組立て作業、内燃機関組立て作業に分かれる。

## 級別
量産形内燃機関組立て作業、非量産形内燃機関組立て作業、内燃機関組立て作業ともに1級、2級の別がある。

## 実技作業試験内容

### 内燃機関組立て(量産形内燃機関組立て作業)
- 1級
  - 作業試験
    - 作業1：内燃機関（ディーゼル機関、ガソリン機関又はロータリ機関のうち指定された機関）の組立てを行う。試験時間＝2時間10分
    - 作業2：提示された内燃機関部品の寸法測定等を行う。試験時間＝10分
    - 作業3：内燃機関の運転調整及び指示された項目の測定を行う。試験時間＝45分（ディーゼル機関）、1時間（ガソリン機関又はロータリ機関）

  - ペーパーテスト：生産工程における品質管理、工程管理等について行う。試験時間＝1時間30分
- 2級
  - 作業1：内燃機関（ディーゼル機関、ガソリン機関又はロータリ機関のうち指定された機関）の組立てを行う。試験時間＝2時間20分
  - 作業2：提示された内燃機関部品の寸法測定等を行う。試験時間＝10分
  - 作業3：内燃機関の運転調整及び指示された項目の測定を行う。試験時間＝45分（ディーゼル機関）、1時間（ガソリン機関又はロータリ機関）
- 3級
  - 作業1：内燃機関(ディーゼル機関又はガソリン機関の指定するいずれかの機関)の組立てを行う。試験時間＝1時間30分（2輪用エンジン）、1時間15分（その他のエンジン）
  - 作業2：提示された内燃機関部品の寸法測定等を行う。試験時間＝10分

### 内燃機関組立て(非量産形内燃機関組立て作業)
- 1級
- 2級

### 内燃機関組立て(内燃機関組立て作業)
- 1級
- 2級